# Rhizotrogus asperiventris
Rhizotrogus asperiventris är en skalbaggsart som beskrevs av Leon Fairmaire 1867. Rhizotrogus asperiventris ingår i släktet Rhizotrogus och familjen Melolonthidae. Inga underarter finns listade i Catalogue of Life.